# Pearl Jam
Pearl Jam là ban nhạc rock người Mỹ, thành lập tại Seattle, Washington vào năm 1990. Ban nhạc hiện tại bao gồm các thành viên Eddie Vedder (hát chính), Mike McCready (lead guitar), Stone Gossard (guitar nền) và Jeff Ament (bass). Thành viên cuối cùng là tay trống Matt Cameron (từ Soundgarden) gia nhập nhóm từ năm 1998. Boom Gaspar (piano) cũng đôi lúc theo tour cùng họ kể từ năm 2002. Các nhạc sĩ Dave Krusen, Matt Chamberlain, Dave Abbruzzese và Jack Irons đều từng là thành viên của ban nhạc.
Được thành lập từ nhóm Mother Love Bone của Gossard và Arment, Pearl Jam có được tiếng vang với album Ten năm 1991. Là một trong những nghệ sĩ chính của trào lưu nhạc grunge đầu thập niên 1990, trong suốt sự nghiệp của ban nhạc, các thành viên đều từ chối tham gia vào đời sống ngành công nghiệp âm nhạc truyền thống, trong đó có việc không sản xuất các video âm nhạc cũng như thực hiện các buổi phỏng vấn, dẫn tới việc họ tẩy chay hãng bán vé lẻ lớn nhất nước Mỹ Ticketmaster. Năm 2006, tạp chí Rolling Stone miêu tả Pearl Jam "đã dành hầu hết cả thập kỷ trước để tránh xa những vinh quang thuộc về mình".
Tính tới nay, ban nhạc đã bán được khoảng 32 triệu đĩa chỉ riêng tại Mỹ, và khoảng 60 triệu đĩa trên toàn thế giới. Pearl Jam thực tế đã trụ vững và thậm chí thành công trước làn sóng alternative rock xuất hiện cùng trong thập niên 1990, để từ đó trở thành một trong những ban nhạc có ảnh hưởng nhất thập kỷ. Stephen Thomas Erlewine từ AllMusic gọi họ là "ban nhạc rock 'n' roll nổi tiếng nhất nước Mỹ thập niên 1990".

## Thành viên
| Hiện tại - Eddie Vedder – hát chính, rhythm guitar (1990–nay) - Mike McCready – guitar chính, hát đệm (1990–nay) - Stone Gossard – rhythm guitar, hát đệm (1990–nay) - Jeff Ament – bass, hát đệm (1990–nay) - Matt Cameron – trống, nhạc cụ, hát đệm (1998–nay) | Cũ - Dave Krusen – trống, nhạc cụn (1990–1991) - Matt Chamberlain – trống, nhạc cụ (1991) - Dave Abbruzzese – trống, nhạc cụ (1991–1994) - Jack Irons – trống, nhạc cụ, hát đệm (1994–1998) Thành viên session/tour diễn - Boom Gaspar – piano, keyboard, organ (2002–nay) |

## Danh sách đĩa nhạc
- Ten (1991)
- Vs. (1993)
- Vitalogy (1994)
- No Code (1996)
- Yield (1998)
- Binaural (2000)
- Riot Act (2002)
- Pearl Jam (2006)
- Backspacer (2009)
- Lightning Bolt (2013)
- Gigaton (2020)
- Dark Matter (2024)